# (100270) 1994 VQ
(100270) 1994 VQ es un asteroide perteneciente al cinturón de asteroides, descubierto el 1 de noviembre de 1994 por Takao Kobayashi desde el Observatorio de Ōizumi, Ōizumi, Japón.

## Designación y nombre
Designado provisionalmente como 1994 VQ.

## Características orbitales
1994 VQ está situado a una distancia media del Sol de 2,452 ua, pudiendo alejarse hasta 2,872 ua y acercarse hasta 2,032 ua. Su excentricidad es 0,171 y la inclinación orbital 1,487 grados. Emplea 1402 días en completar una órbita alrededor del Sol.

## Características físicas
La magnitud absoluta de 1994 VQ es 15,7.